# I peccati di Peyton Place
I peccati di Peyton Place (Peyton Place) è un romanzo del 1956 di Grace Metalious.
È il primo romanzo della scrittrice statunitense, all'epoca casalinga trentaduenne. L'opera era stata scritta come romanzo a sfondo sociale, ma la maggior parte dei lettori fu attirata dai fatti a sfondo sessuale e fu questa caratteristica più superficiale a decretarne il successo. Risulta fra i 16 maggiori best seller della storia, che hanno superato i 10 milioni di copie in tutti i tipi di edizione.

## Trama
La storia si svolge dal 1939 al 45 e racconta le vicende segrete di una piccola cittadina, che ruotano attorno alle vite parallele di due amiche adolescenti, Allison MacKenzie e Selena Cross. La prima, borghese, sognatrice e insofferente al ristretto ambiente di Peyton Place, che finirà con l'abbandonare per la grande metropoli; la seconda proletaria, costretta a subire la violenza sessuale del patrigno, che finirà per uccidere. Contornano i due principali, una serie di altri personaggi con le loro vicende umane nel ristretto ambiente perbenista del New England. La vicenda si conclude con il ritorno a casa di Allison da New York e la fine del processo con l'assoluzione di Selena.

## Analisi
I personaggi possono essere suddivisi in tre categorie: la prima, quella dei protagonisti veri e propri, ai quali l'autrice dedica molte pagine e dei quali segue estesamente gli stati d'animo e le disavventure; la seconda, in cui appaiono personaggi importantissimi per l'economia del racconto ma che vengono seguiti con minore attenzione; infine la terza che comprende una serie di figure non meno complesse,  comprimarie con una funzione limitata nella storia. Al primo gruppo appartengono il preside Makris, Connie MacKenzie, una bella commerciante, sua figlia Allison aspirante scrittrice e la sua amica Selena, una ragazza bella ma povera, del tipo “cresciute in fretta”. Nel secondo troviamo Lucas Cross, patrigno di Selena, il medico condotto Matthew Swain, il magnate Leslie Harrington e Norman Page, un ragazzo psicologicamente castrato dalla madre. Nella terza categoria sono di una qualche importanza il resto della famiglia di Selena, cioè il fratello Joey e la madre Nellie, Ted Carter, innamorato di Selena, Rodney Harrington, il tipico vitellone e Kenny, il tuttofare del paese, protagonista delle uniche due scene veramente ironiche e dissacranti del romanzo: quella in cui si chiude in cantina con alcuni amici passando settimane in stato di profonda ubriachezza, e quella in cui irrompe in chiesa ubriaco ed i suoi deliri alcolici vengono presi per rivelazioni profetiche dai fedeli. Si può dire che il romanzo ha una natura corale a cui sono state sovrapposte le figure di personaggi che fanno da protagonisti.

## Sequel
- Ritorno a Peyton Place (Return to Peyton Place) (1959) di Grace Metalious
- I nuovi peccatori di Peyton Place (Again in Peyton Place) (1967) di Roger Fuller
- Peyton Place in festa (Carnival in Peyton Place) (1967) di Roger Fuller
- I piaceri di Peyton Place (Pleasures of Peyton Place) (1968) di Roger Fuller
- I segreti di Peyton Place (Secrets of Peyton Place) (1968)
- I demoni di Peyton Place (Evils of Peyton Place) (1969)
- Un calcolatore a Peyton Place (Hero In Peyton Place) (1969)
- Thrills of Peyton Place (1969)
- Le tentazioni di Peyton Place (Temptations of Peyton Place) (1970)
- La ragazza di Peyton Place (The Nice Girl From Peyton Place) (1970)

## Adattamenti cinematografici e TV
- I peccatori di Peyton (Peyton Place) film del 1957 di Mark Robson che ottenne 9 nomination al premio Oscar
- Ritorno a Peyton Place (Return to Peyton Place) film del 1961 di José Ferrer
- Peyton Place (soap opera) 1964-1969
- Peyton Place Revisited (1973) Documentario TV sulla realizzazione della soap opera
- Return to Peyton Place (1972-1974) Serie TV
- Murder in Peyton Place (1977) Film TV
- Peyton Place: The Next Generation (1985) Film TV

Sono stati realizzati anche alcuni pseudo-sequel, cioè libere rielaborazioni non realmente ispirate ai due romanzi dell'autrice.

## Edizioni
- Grace Metalious, I peccati di Peyton Place, traduzione di Adriana Pellegrini, collana La Ginestra N. 14, Longanesi Editore, 1957,  p. 491.